# مالبيسا دي بيرغينتينوس
بلدية مالبيسا دي بيرغينتينوس (بالإسبانية: Malpica de Bergantiños)‏، هي إحدى بلديات مقاطعة لا كرونيا إحدى مقاطعات إسبانيا، و التي تقع في منطقة جليقية شمال غرب إسبانيا.
يبلغ عدد سكانها 7.070 نسمة وفقاً لإحصائية سنة (2002).

## أعلام
- مانويل روماي